# Hatcher Pass
Der Hatcher Pass ist ein Gebirgspass mit einer Höhe von 1148 m im Südwesten der Talkeetna Mountains im US-Bundesstaat Alaska. Die nächstgelegenen Ortschaften sind Palmer 19 km südlich und Willow 42 km westlich. Die Straße über den Pass, die Hatcher Pass Road, ist von September bis Juli witterungsbedingt gesperrt.

## Geschichte

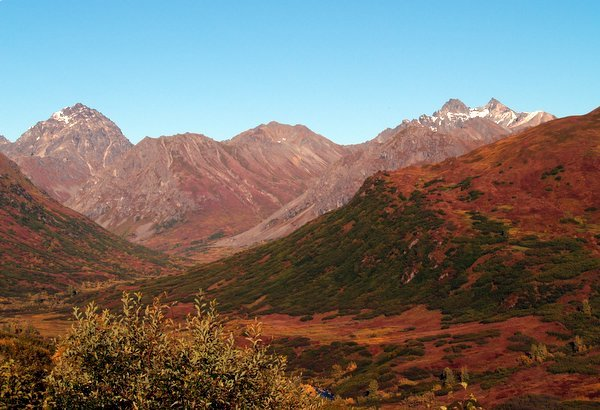
Summit-Lake-Region westlich des Passes

Es sind keine historischen Siedlungen von Ureinwohnern am Hatcher Pass bekannt. Die athabaskischen Tanaina nutzen die westlichen Talkeetna Mountains allerdings bis in die 1930er Jahre zum Jagen. Erste menschliche Aktivitäten in der Gegend und auch der Bau der Straße über den Pass haben ihre Ursache in der Suche nach Gold. Benannt ist der Pass nach Robert Lee Hatcher, einem Prospektor, der im September 1906 den ersten Claim im Willow Creek Valley abgesteckt hatte.
Heute ist die Region um den Pass ein Naherholungsgebiet für Anchorage und das Matanuska-Susitna-Tal. Wenige Kilometer südlich des Passes, im Independence Valley, liegt der Independence Mine State Historical Park. Das Hatcher Pass State Management verwaltet das Land, das den State Park und den Hatcher Pass beinhaltet und umgibt. Kurz vor dem höchsten Punkt der Hatcher Pass Road befindet sich die Summit Lake State Recreation Site.

## Geographie
Die südwestlichen Talkeetna Mountains mit dem Hatcher Pass waren stark vergletschert. Steilwandige Bergkessel, zerklüftete Gebirgskämme und steile Seitentäler, die in U-förmige, von Gletschern geformte Täler münden, prägen das Bild der Gegend. Bäume wachsen nur in den Talniederungen. Die Berghänge sind von Gebüsch bedeckt, das in höheren Lagen in Tundra übergeht.

## Bergbau
Der Hatcher Pass liegt im Willow-Creek-Bergbaudistrikt, in dem bis heute etwa 14 Tonnen Gold gefördert wurden. Die ersten Claims in der Region um den Pass wurden 1906 registriert. Zunächst wurde nur in Fließgewässern Gold gewaschen, am ertragreichsten war allerdings der Untertagebergbau, der zwischen 1908 und 1951 betrieben wurde und bei dem Gold aus Quarzadern gewonnen wurde. In den 1980er Jahren war eine Mine kurzzeitig wieder in Betrieb.

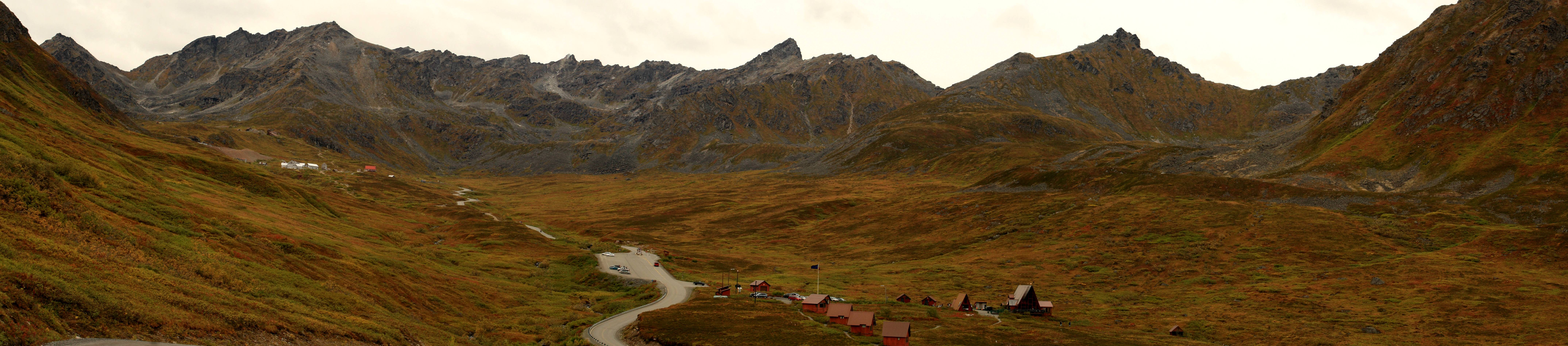
Independence Mine am Hatcher Pass